# 续命之徒：绝命毒师电影
《续命之徒：绝命毒师电影》（英語：El Camino: A Breaking Bad Movie），或简称《续命之徒》（英語：El Camino）是2019年新西部犯罪惊悚片，是电视连续剧《绝命毒师》的后传。影片由系列创剧人文斯·吉利根编剧、导演、制片，亚伦·保尔扮演主角杰西·平克曼，剧情承接电视剧大结局。除此之外，杰西·普莱蒙、克莱斯汀·瑞特、乔纳森·班克斯和布莱恩·科兰斯顿等原班人马亦出现在电影中，亮相倒叙场景。影片上线前夕，演员罗伯特·佛斯特罹患脑癌去世，因此这部戏成了他的遗作。
自2013年9月大结局播出后，《绝命毒师》会拍电影版的传闻便不绝于耳。2017年，《绝命毒师》播出十周年之际，创剧人吉利根找到保尔，跟他提拍电影版的想法。后来在2018年11月，拍摄在新墨西哥州秘密进行，共持续将近50天。这项计划到2019年8月才被Netflix发布预告片正式确认。
2019年10月11日，影片在院线上映，之后在AMC播出。影片获得一片好评，保尔和普莱蒙的演绎、吉利根的执导受到褒扬，被指是剧迷们的大结局。

## 剧情
杰西·平克曼和麥克·艾曼翠岳讨论了离开沃特·怀特的冰毒公司一事。杰西问迈克打算去哪里重操旧业，迈克说自己要是年轻点，會去阿拉斯加。杰西觉得这个想法不错。杰西想弥补自己的过错，迈克警告说，如果要重操旧业，就没有金盆洗手的可能。
回到现在，杰西逃出兄弟会的大楼，登上托德·阿尔奎斯特的雪佛兰El Camino扬长而去。他把车开到瘦皮特和小獾的家中，两人把车子藏好，还给杰西地方睡觉。第二天早上，杰西给老乔打电话，要他帮忙报废汽车，但老乔在车子上找到LoJack失窃车辆找回系统后，没敢弄车子就走了。皮特和小獾给了杰西从华特手中得来的钱，小獾给了杰西他的庞蒂亚克菲罗。小獾之后开着福特雷鸟向南部进发，伪造杰西逃往墨西哥的迹象。皮特则留在家中等待警察登门，说自己用雷鸟交换El Camino，给杰西打掩护。杰西后来看新闻，才知道怀特死在大楼中，莉迪亚·罗达特·奎尔被毒害后，身体虚弱。
之前，杰西曾被俘虏。托德把杰西带到家里，帮他处置发现自己藏钱的清洁女工。他们特意躲开烦人的邻居娄，把尸体丢在荒漠中。回到现在，杰西潜入托德家中，想找出被藏起来的钱，但没有找到。这时，杰西看到新闻说父母请求他投降，心灰意冷地靠在托德冰箱上，此时屋内突然有了动静，原来钱就藏在冰箱的门中。之后，跟娄说自己是警察的尼尔和凯西也进到屋里搜索。杰西想保护自己，于是说自己找到了钱，而凯西负责转移娄的注意力时，杰西和尼尔开始商量分赃的事情。一行人离开后，杰西才认出尼尔不仅是焊工，做了那条绑住他的链条，还被迫给兄弟制作冰毒。
杰西找到索尔·古德曼的“化妆师”埃德·加尔布雷思，要他帮忙改頭換面，對方开价12.5万美元，还算上了杰西之前要他服务，但他没有来的12.5万美元。杰西算了自己的钱，还差1800，埃德拒绝服务。知道自己被监视后，杰西打电话给父母，佯装愿意投降，将警察从自己家引导他们两人身上。之后，杰西进入黑暗中，从父亲的保險箱中找出两把年分古老的手枪。
杰西去到尼尔的店上，尼尔、凯西和三位朋友正沉浸在可卡因和應召女郎中。杰西问尼尔借1800块，尼尔拒绝。这时，尼尔看到杰西腰带上挂着一把枪，说要来一场决斗，赢了就给钱。杰西同意了，尼尔便拿出自己的枪，但杰西以藏在夾克口袋中的第二把手枪，將尼爾射了个稀巴爛，隨後爆頭了打算偷襲的凱西。杰西要另外三个人交出驾照，说如果敢报警就立刻回来干掉他们。拿走尼尔的钱后，杰西还引爆了焊接用的丁烷，以隐藏自己的踪迹。
镜头又转向以前，连日制作冰毒的华特和杰西坐下来吃早餐。华特估计两人的收入不止100万美元，感叹自己一生都碌碌无为，直到暮年才敢作一番大事，也庆幸杰西很“幸运”，不用等待这一天。
埃德将杰西偷运到一辆停泊在阿拉斯加州海恩斯附近的车子后，杰西交给埃德一封信，要他转交给布罗克·坎蒂略。他说，除了坎蒂略，他没有要告别的人。杰西驱车离开后，想到了之前和简·马戈利斯在一起的时光。杰西赞赏简可以随波逐流，但简说这不过是个比喻，鼓励他追随自己的决定。杰西继续前进，看到自己要开始新生活，不禁喜逐颜开。

## 阵容
- 亚伦·保尔 饰 杰西·平克曼，製毒師，曾与华特·怀特共事[4]
- 杰西·普莱蒙 饰 托德·阿尔奎斯特，新纳粹主义组织成员，负责绑架杰西，并强迫对方制毒，亮相于倒叙镜头
- 克萊斯汀·瑞特 饰 简·马戈利斯，杰西女友，已故
- 查尔斯·贝克（英语：Charles Baker (actor)） 饰 瘦皮特，杰西好友[5]
- 马特·琼斯（英语：Matt Jones (actor)） 饰 布兰登·“巴杰”·梅休，杰西好友[6]
- 斯科特·麦克阿瑟（英语：Scott MacArthur） 饰 尼尔·康迪（Neil Kandy），负责囚禁杰西的焊工
- 斯科特·谢泼德 饰 凯西（Casey），尼尔搭档
- 凱文·蘭金 饰 肯尼（Kenny），绑架杰西的匪徒
- 拉里·汉金（英语：Larry Hankin） 饰 老乔，当地垃圾厂老板，之前曾负责处理杰西和怀特的冰毒[7]
- 苔丝·哈珀（英语：Tess Harper） 饰 黛安·平克曼，杰西母亲
- 迈克尔·波夫史维尔（Michael Bofshever）饰 亚当·平克曼，杰西父亲
- 罗伯特·佛斯特 饰 埃德·加尔布雷思，吸尘器店老板，私底下会帮助罪犯逃跑
- 乔纳森·班克斯 饰 迈克·埃曼特劳特（英语：Mike Ehrmantraut），杰西和怀特之前的商业伙伴，出现在倒叙场景中[8]
- 布莱恩·科兰斯顿 饰華特·懷特，冰毒制毒专家，杰西的搭档，之前是高中化学老师，亮相于倒叙场景

## 制作

### 开发
文斯·吉利根在《绝命毒师》杀青阶段就有了拍摄《续命之徒》的想法，他问自己，杰西·平科曼在《绝命毒师》大结局《血·毒·泪》后究竟发生了什么。在结局中，杰西被沃特·怀特救走后，逃出新纳粹党总部。文斯给杰西安排了两个可能的命运，一个是杰西在距大楼几英里处被警方抓获，这个较为现实；另外一个比较乐观：“杰西逃跑了，未来要恢复自己的状态还有很长的路......他所目睹的这些可怕的事情也吓坏了他，但我有个浪漫的想法，认为他逃跑后搬到了阿拉斯加，与大自然和谐相处”。
之后几年，吉利根不停琢磨这两种方法。首先，他设想杰西藏在了加拿大边境附近，为了帮助镇上的一名年轻女子，再度踏上犯罪道路。这个版本的结局是杰西平生第一次和平被捕入狱。吉利根女友霍莉·莱斯（Holly Rice）认为这个结局很糟糕，剧迷们不希望看到杰西经历这么多艰难困苦后锒铛入狱。因此，吉利根后来放弃了这个构思，坚持了杰西逃往阿拉斯加的道路。
《绝命毒师》结局后的相当长一段时间里，吉利根都在构思电影版，而他参与制作的外传电视剧《绝命律师》的大获成功，让他坚定了制作电影版的信念。尽管吉利根拍电影的想法很坚定，但他也坦承如果《律师》失败了，可能就没有这个想法。直到《绝命毒师》播出十周年之际，吉利根才开始与之前共事过的剧组人员分享这个想法，以此来庆祝这一里程碑。
2017年左右，杰西的扮演者亚伦·保尔在拍摄电视剧《朝圣之路》时，确认吉利根找过他，暗示《绝命毒师》十周年会有大事情庆祝。尽管保尔对剧集的结束很满意，保尔还是对杰西这个角色有所依恋，坦承剧迷们之后还经常问他杰西之后的命运。保尔表示，他扬言很乐意参与吉利根任何继续杰西一角的想法。吉利根宣布电影版的构想7个月后，吉利根把完整版剧本给了保尔。

### 编剧
最初，继续杰西·平科曼故事的想法是拍一部15到20分钟的“迷你剧集”或短片。后来，这个想法演变成1小时长的剧集，最终定为2小时的电影。吉利根意识到电影版比短片更具成本效益，决定写一部电影剧本。
吉利根早前收到的一个建议是改变电影的名字。吉利根原本打算叫这个项目《'63》，指这一集是《绝命毒师》第63集的非正式状态。然而，跟《绝命律师》的主创人员交流剧情时，执行制片人托马斯·施瑙兹建议他改名，这样一来影片就独立于原版剧集。施瑙兹断言，《绝命毒师》本质上就是华特的故事，而影片和它的名字应该独一无二，反映出影片的主角是杰西·平科曼。吉利根表示同意，最终把影片定名为《El Camino》，指杰西在大结局中用来逃跑的车子。
吉利根又认为，《续命之徒》是《绝命毒师》的尾声，因此它首先吸引的是剧迷，那些没有看过电视剧的人不会觉得有乐趣。这影响了他决定将电影直接写成续集，而不插入解释场景以吸引新观众的决定。后来他表示，电影独立于《绝命毒师》和外传《绝命律师》，可独立观看，就像这两部剧集可以独立观看。他澄清，三部作品都存在于“同一框架”，观众需要全部看完才能获得完全的体验。
和在《X档案》和绝命毒师中与一个或几个编剧共同写剧本的方式不同，这次，吉利根独自完成《续命之徒》的剧本，直到最终递交给剧组人员。至于要把《绝命毒师》的那些角色带回电影，吉利根想到了斯凯勒·怀特、小怀特、汉克和玛丽·施拉德、古斯·弗林和索尔·古德曼，但没有找到将它们融入到杰西故事中的方式。在所有能用到的角色中，吉利根对托德·阿奎斯特的回归最为兴奋，承认他仍然“痴迷于”该角色，希望他可以在该系列中得到进一步的探索。
剧本初稿一完成，吉利根就会面了《绝命律师》的编剧团队，当时《律师》还在播出。这次会面的目的，一是确保两个项目的延续性不会相互干扰，二是提出脚本的修改建议。这次会面的一大成果是决定加入简·马戈利斯。简本来不在剧情中，是《律师》的编剧彼得·戈德读完初稿后建议加上去的，他认为这样故事的结局對观众来说会有最重要的意涵。经过几周的反复思考，吉利根最终将这个想法纳入了他的脚本。
吉利根写怀特和杰西坐在餐厅里的场景时心情很轻松，按照他的设想，这是两位主角最后一次同框亮相。制片人梅丽莎·伯恩斯坦（Melissa Bernstein）建议在該場戲中添加更多引人入胜的效果，引起观众更大的共鸣。吉利根在保留了原稿中大量场景的前提下，和梅丽莎一起想出台词：“你知不知道你非常幸运？你不需要到了生命的盡頭才闖出一番事業”，这样赋予电影杰西最终掌控了自己人生的主旨。

### 前期
吉利根尽管之前参与过电影长片的制作，《续命之徒》却是他执导和制作的第一部电影。他把自己的想法告诉《绝命毒师》和《绝命律师》的制片方索尼影视电视时，房间里的高管们“陷入沉默”，随后迅速同意计划。据称，剧版大结局的制片预算就高达600多万美元。之后，吉利根有选择地将影片推销给之前负责电视剧发行的Netflix和AMC电视网。吉利根希望影片能在电影院上映，这也是他在拍摄剧版时就有的目标，而Netflix的确将影片部分季度的首映搬上部分大银幕。
影片的前期制作阶段高度保密，主创团队受到严格限制，不能轻易透露项目细节。部分剧组成员接触到项目时，并不知道它是《绝命毒师》的续集，制作开始时部分人也没有告诉家人这个事实。
到了摄制快要开始时，《绝命毒师》续集正在开发中，保尔再度饰演杰西的传闻才开始满天飞。华特·怀特的扮演者布莱恩·科兰斯顿在采访中确认确实有一部影片在制作中，不过表示没有看过剧本，如果吉利根来找他，他会出演的兴趣。

### 摄制
影片采用2.39宽高比的阿莱Alexa 65摄影机拍摄，营造出电影规格。影片作品名《Greenbrier》，大部分镜头于2018年11月到2019年2月在新墨西哥州阿尔伯克基拍摄，共持续约50天.。
许多自《绝命毒师》试播集起就参演的演员也出现在片场中，其中有几位在拍摄结束后，立即投身到《绝命律师》的拍摄。跟《绝命毒师》一天拍六到八页剧本的节奏相比，《续命之徒》的节奏慢了许多，一天只拍一页半到三页剧本。这种压力较小的时间安排，给了演员更多即兴发挥的空间。吉利根后来也坦承更慢的速度也让他在拍戏时想到并感受到他的作品要结束了，不像剧版播出时的那种马拉松式的节奏。

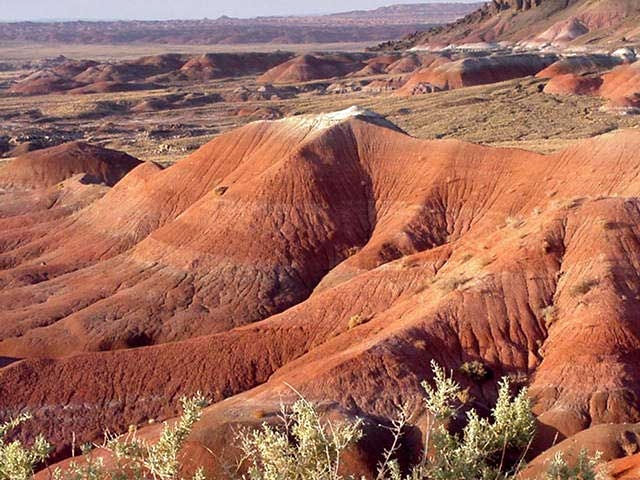
彩绘沙漠

更高的预算和更充裕的时间，也让吉利根有机会去阿尔伯克基以外的地区拍戏，这是他在剧版中没能实现的愿望。其中一个取景地是亚利桑那州的彩绘沙漠，也就是剧中杰西和托德共同掩埋托德管家的地方。吉利根表示，之前曾多次乘坐直升机从加州去阿尔伯克基，有留意到当地的自然风光，就萌生了在这里拍戏的念头。由于在彩绘沙漠公路旅行需要许可证，吉利根拿到了纳瓦霍族保留地的拍摄特殊许可证。本身就是持证飞行员的吉利根开着直升机载剧组成员到彩绘沙漠。另外，托德坐在El Camino车中哼唱《共度良夜》的镜头也是在当地取景。吉利根指出，托德给卡车司机鸣笛的姿势是即兴的。
布莱恩·克兰斯顿趁着表演百老汇戏剧《电视台风云》期间的两天休息，乘私人飞机前往阿尔伯克基拍自己的戏份。由于剧版结束后头发便长起来，克兰斯顿戴了一顶光头帽和假胡须，再现华特·怀特的样貌。最先拍摄的是餐厅的戏，出于保密需要，该场景的所有临时演员都是剧组演员和他们的家人。尽管取景地点被封闭起来，有几个当地人还是发现餐厅的停车场停着剧版的标志性房车，剧组成员谎称在拍摄《绝命毒师》巡回演出的广告，成功蒙混过关。第二天拍完走廊场景后，克兰斯顿立即坐飞机返回。为了确保不被狗仔队偷拍，克兰斯顿全副武装，进出片场有专人护送，离开时尽量不和保尔接触。
为了避免拍摄的消息在当地不胫而走，剧组成员们去排场时披上了厚重的大衣。如果在片场被人认到，演员们就会说谎话掩饰他们的项目。保尔表示，当地媒体认为《Greenbrier》和《绝命毒师》有关系时，拍摄几近完成。《绝命毒师》和外传《绝命律师》中扮演索尔·古德曼的演员鲍勃·奥登科克并没有参与《续命之徒》的摄制，不过提到了项目的机密性：“我不知道大家目前了解的东西有多少，但我很难相信你们不知道这部作品在拍摄中。他们的确是在拍戏。你懂我的意思吗？那真是个秘密吗？的确是。他们保密工作做得很好。”

### 后期
亚伦·保尔表示影片粗剪版长达近3个小时，估计吉利根剪片时会留下30%。被删掉的一个重大戏份是杰西写给波洛克的信，这也是吉利根写剧本时最先写的内容。吉利根原计划结尾杰西驾车穿越阿拉斯加时，让他以画外音形式读信，保尔也认为这一幕“可以想象的出这封信最真诚、最美丽、最贴心——真的，就像在吐露他的心声，表示抱歉。”然而，吉利根剪片时觉得最好让信的内容保持神秘，不需要用它来结束杰西的故事，随后就用了另一版简出场的结局。保尔尽管同意吉利根的决定，但表示自己知道信件内容不在影片中出现时“很崩溃”。他希望终有一天信的内容能公之于众，“乞求”吉利根公开内容。
另一场被删的重要戏份是杰西最后对决尼尔和凯西时中枪的画面。这场戏之后是受伤的埃德·加尔布雷思第二天凌晨在一间空荡荡的商店发现受伤的杰西，随后突然打开汽车后备箱，交易完成露出拿到的钱。然而，吉利根认为这些镜头营造出一种“虚假的危机感”，不会给观众带来什么感觉，于是把戏份刪去，加快结局速度。吉利根表示希望家用媒体版能够收录杰西和简一起公路旅行的这些额外镜头。

### 音乐
制片方继续聘请担纲《绝命毒师》和《绝命律师》全部集数配乐的戴夫·波特为电影谱曲。波特在准备时又把电视剧看了一遍，找出电影版能用上的音乐线索。他表示，许多再次出现的地点和角色都用了新的主题曲，例如大楼的戏份和埃德·加尔布雷思。不过，为了区别倒叙场景，波特尽量复刻原版中“电影感不那么强烈”的配乐。他说自己在设计音乐时的主要目的是尽量回想我们在剧版用过的配乐，这样不会有莫名的震撼和突兀感。
由于制片时间较长，吉利根亲身去到录音棚听波特配乐，同时交换想法，这是他在《绝命毒师》中没有过的。反过来，波特觉得自己有更多时间和资源在电影版的配乐中增加一些细微的差别，提出和吉利根一起打造出电影规格的声效，从而确立影片的定位。他表示配乐成品和电影的内容会更加“余音绕梁”、“扣人心弦”，而不依赖“快节奏的肾上腺素”。
影片成片只用了两首版权音乐，一首是Dr. Hook & the Medicine Show的《Sharing the Night Together》，也就是托德和杰西开车时哼的歌曲；另一首是片尾字幕的《Static on the Radio》，由吉姆·怀特演唱。

## 营销
2019年8月24日，Netflix正式公布《续命之徒：绝命毒师电影》的片名、梗慨、海报、标识、先导预告和上线日期。之前，Netflix网站不慎公布影片资料，眼尖的用户看到后，他们匆匆将资料删掉。由于项目极度机密，突如其来的公布让影评人和影迷们都吓了一跳，发现上线日期比预想的还要早。
先导预告讲的是缉毒局的工作人员询问瘦皮特，要他讲出平科曼的下落。虽然这片段并没有在成片中出现，部分影评人还是认为这一幕在影片的时间线中起到很重要的作品，推测影片可能发生在杰西和皮特分开后。
2019年9月10日，Netflix公布首支由《绝命毒师》多个独立片段组成的预告片，Chloe x Halle的歌曲《Enchanted》出现其中。第二支先导预告于2019年9月22日的第71届黄金时段艾美奖中首播，片中杰西坐在El Camino车中，听着电台报道之前事件的新闻。和之前的先导片一样，成片中也没有这一段。完整版预告片于2019年9月24日公布，观众们第一次一窥影片的全貌。影片首映前，老乔跟杰西讲电话及影片幕后花絮的两个宣传片段也被放出。
影片上线62小时前，《绝命毒师》和Netflix的合作伙伴三星美国在社交媒体推出上线倒计时。这个营销活动鼓励关注两个账号的粉丝们转发这个倒计时，并配上话题#WaitingWithHuell，暗示休尔·巴比诺将回归。倒计时期间发布的多个短片显示，休尔不耐烦地坐在一个安全的房子里，或来回踱步，或观看剧集“Felina”事件的新闻报道。倒计时结束，休尔离开安全屋，屋内电视机出现《续命之徒》的演职员表。休尔最终没有出现在影片中，不过许多人表示这个宣传回答了剧迷们在大结局后对休尔命运抛出的疑问。

## 发行

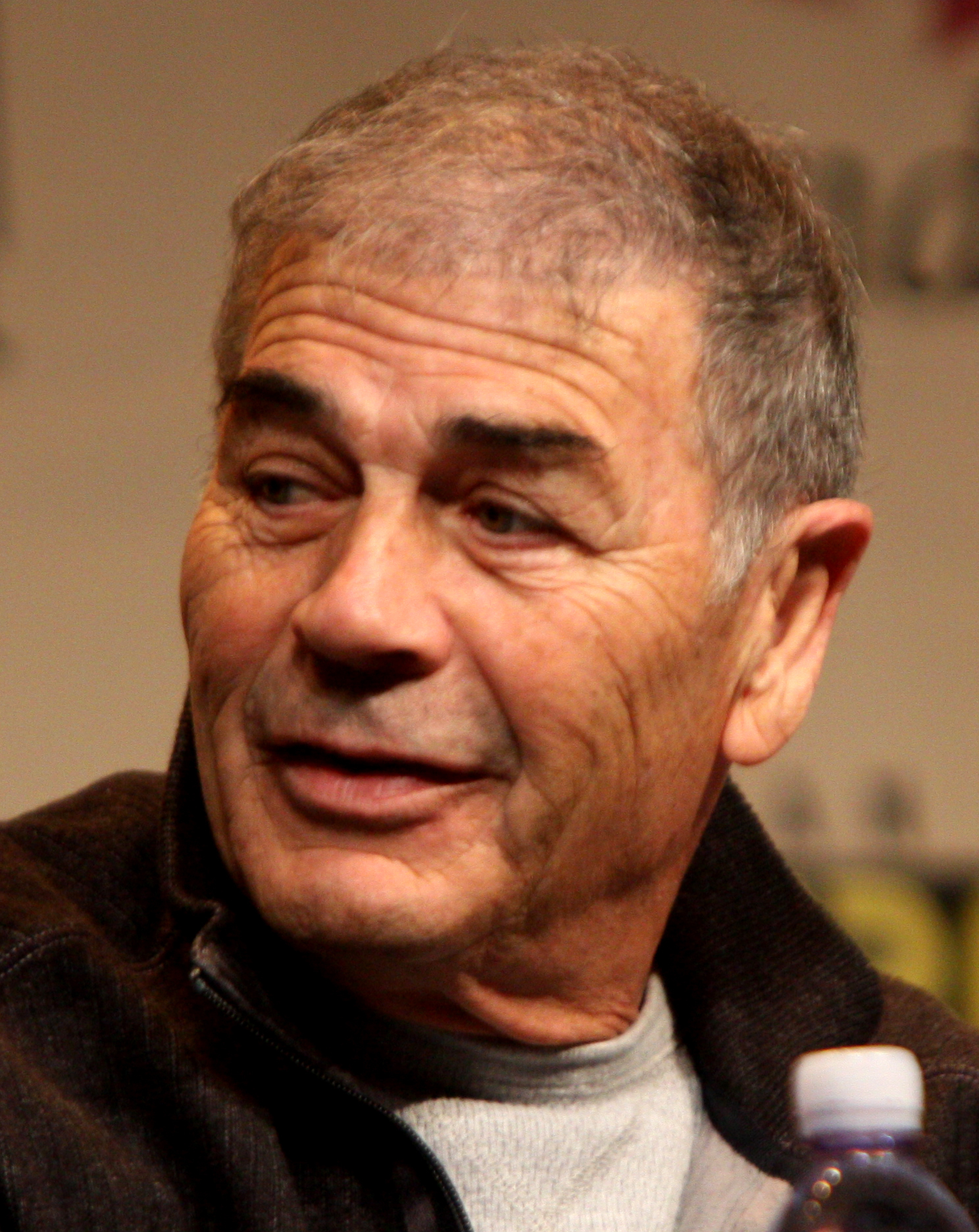
演员罗伯特·佛斯特在《续命之徒》上映当天不幸离世，因此影片成了他的遗作。

影片于2019年10月7日在洛杉矶摄政乡村剧院举行全球首映礼，影片、《绝命毒师》和《绝命律师》的主创团队到场。影片于2019年10月11日上线Netflix，计划于之后在AMC频道播出，同时全美部分剧院有限上映影片，到10月13日止。
上线当天，饰演埃德的罗伯特·佛斯特因脑癌并发症溘然长逝，享年78岁。众多好莱坞名宿致哀，包括《绝命毒师》的剧组成员。保尔表示，佛斯特弥留之际曾观看影片：“他对我和影片很是骄傲，还打电话跟我说他爱我。那时我隐约觉得不对劲，直到我去登机，一着陆便收到他的噩耗，真的很难过。”
尼尔森报告，影片上线前三天共吸引650万次点击，其中首日获得260万点击量。另外至少有820万观众在上线周末观看过影片几分钟，没有看完全片。因此，影片的收视率略高于剧版第五季在AMC频道首播的590万人，低过第五季大结局的1030万人。《TheWrap》推测，如果影片适时在影院放映，而且所有的观众都购买了价格平均的电影票去观看，那么它有可能会在上线的那个周末登上票房榜榜首。上线一个星期后，Netflix表示已有2500万户家庭观看了影片。

## 评价

### 专业评价
汇总媒体烂番茄评论114条，新鲜度90%，平均得分7.23/10。网站共识写道：“即便不是系列必不可少的一部分，《续命之徒》还是有其娱乐性，在展现出职业生涯最佳表现的亚伦·保尔引领下，给《绝命毒师》的剧情增添上一个令人满意的迟到的结局。”Metacritic评论34条，平均分72/100，表示“普遍好评”。
亚伦·保尔的表现几乎获得一致好评。《滚石》艾伦·塞宾沃尔表示，影片证明了“在杰西挑大梁的世界观众，保尔更能驾驭好剧情。”《好莱坞报道者》丹尼尔·芬伯格（Daniel Fienberg）表示这部电影的吸引力很强，观众会再次为保尔的不成熟、成熟和阴暗的一面所惊讶，特别是他扮演伤者，释放幽默的特质。《影音俱乐部》唐娜·鲍曼（Donna Bowman）写道：“杰西克服了自己所选择的艰辛道路，这次已经蜕变成比之前几次获艾美奖证明时更加出色的演员。”杰西·普莱蒙扮演的托德·阿尔奎斯特也获得了不俗的口碑，芬伯格表示“普莱蒙从未获得应有的尊重，或许这次是正确品味托德古怪但吓人一面的最佳时机。”
至于导演文斯·吉利根，芬伯格称他是一位“一丝不苟而不落俗套的视觉设计师，《绝命毒师》现代西部片的概念从未如此清晰地表达和体现过”。他也认为之前有份参与《绝命毒师》和《绝命律师》的摄影马歇尔·亚当斯、剪辑斯基普·麦克唐纳和配乐戴夫·波特让影片“回归了原片的基调”。《帝国》的丹·乔林（Dan Jolin）指出：“吉利根继续迈着稳健的步伐、依旧重视细节，保留了形象、略微有点扭曲的视觉风格，将影片与前五季区别开来。”《娱乐周刊》的达伦·弗朗希（Darren Franich）认为吉利根的风格“充满活力”，称赞他把更多的预算花在构建高度焦虑感，而不放在绚烂焰火上，指影片的摄影、剪辑和蒙太奇就是例子。《影音俱乐部》埃里克·亚当斯（Erik Adams）认为影片调配西部片景象时有点笨拙，但表扬影片的尺度。
英国广播公司休·蒙哥马利（Hugh Montgomery）并不是很喜欢这部电影，指责电影为影迷服务，过度依赖客串阵容。休只给了1星，还说：“我们得到的是一部毫无刺激感的逃亡惊悚片，还有一位没有个性的角色......如果说电视机最近被称为‘新型电影院’，那么这种电影院显然喝着超级英雄片和迪士尼的翻拍作品的奶水长大，而这部片子就给这个说法蒙上了一层谎言，这部系列作品的扩展作品，如同在大屏幕上做白日梦的作品一样，懒惰、虚无。”

### 对比《绝命毒师》
就叙事角度而言，多位影评人称赞电影是《绝命毒师》的后续。塞宾沃尔说，如果说《绝命毒师》的结局有漏洞，那就是杰西被人远远甩在身后了。而《续命之徒》的结局不存在这种问题。Vox Media的阿莱格拉·弗兰克（Allegra Frank）认为，每当一部受人喜欢、结了局很久的电视以这种后传项目的形式复活，风险总会有，这样一来，不仅不能为粉丝群体服务，也使得原版出色之处被人忽视。幸亏《续命之徒》继承了《绝命毒师》的遗产，没有玷污。《IndieWire》史蒂夫·格林（Steve Greene）分析：“《续命之徒》的核心是由那些回归的演员构成的，但也有几位新面孔加入混战。吉利根利用他们，再次要求观众放下期望，追随解析的旅程。尽管之前跟杰西合作过的演员给《续命之徒》蒙上了阴影，但吉利根很好地让观众的注意力集中在当下。”
然而，其他影评人有不同的看法，认为影片有趣，但对系列整体弧度无关紧要。范恩伯格指出，影片隶属于《绝命毒师》的宏大叙事结构中，没有存在的必要，至少不需要以这种无害、娱乐性的方式存在。影片没有造成任何危害，只是回答了一些问题，一些我不确定是否关心，也给不出明确答案的问题。弗朗希认为影片堪比电视剧重聚特集，认为这是个“好玩的项目，非常有趣，但不是很必要存在”。Vox Media的艾丽莎·威尔金森（Alissa Wilkinson）认为，影片有趣的地方便是“再次看到你喜欢的角色，而不是解决害得你六年来没睡过安稳觉的缺失之处。”